# Maxwell (piosenkarz)
Maxwell, właśc. Gerald Maxwell Rivera (ur. 23 maja 1973 w Nowym Jorku) – amerykański piosenkarz, autor tekstów i producent muzyczny, wykonawca muzyki z pogranicza stylów soul i R&B.

## Życiorys
Maxwell stracił ojca w katastrofie lotniczej, kiedy miał trzy lata. To spowodowało jego dużą religijność, zaczął śpiewać w kościele. W wieku siedemnastu lat zaczął pisać swoje własne piosenki na zwykłym keyboardzie, którego dostał od swojego przyjaciela. Inspirował się muzyką R&B z wczesnych lat 80., bardzo szybko się rozwijał i już w 1991 roku występował na klubowej scenie Nowego Jorku. W 1994 roku podpisał kontrakt z wytwórnią Columbia Records.

### Działalność artystyczna
Na początku lat 90. Maxwell nawiązał współpracę z autorem piosenek Leonem Ware oraz gitarzystą Wah Wah Watsonem, wraz z którymi pracował nad debiutanckim albumem zatytułowanym Maxwell’s Urban Hang Suite. Ze względu na wątpliwości wytwórni Columbia co do szans materiału na rynku album został wydany w marcu 1996 roku, w dwa lata po zakończeniu nagrań.
Mocno inspirowany klasycznym soulem Maxwell’s Urban Hang Suite nie znalazł wielu zwolenników wśród słuchaczy do momentu wydania drugiego singla zatytułowanego „Ascension (Don't Ever Wonder)”, który spowodował wzrost sprzedaży albumu do blisko 2 milionów egzemplarzy. Za wyniki sprzedaży na rynku amerykańskim album uzyskał we wrześniu 1996 status złotej płyty, następnie w marcu 1997 platynowej płyty, a w 2002 przyznano status podwójnej platynowej płyty. Artysta uzyskał nominację do nagrody amerykańskiego przemysłu muzycznego Grammy w roku 1999 w kategorii „Najlepszy Album R&B”.
W październiku 1996 Maxwell nagrał piosenkę „Segurança (Security)” na charytatywny album Red Hot + Rio wyprodukowany przez Red Hot Organization). Dochód z albumu zostaje przeznaczony na pomoc osobom chorym na AIDS. 15 czerwca 1997 w Nowym Jorku Maxwell zarejestrował dla stacji MTV koncert z cyklu MTV Unplugged. Na płycie oprócz autorskich kompozycji znalazły się interpretacje utworów: „This Woman's Work” Kate Bush i „Closer” zespołu Nine Inch Nails. Konflikt pomiędzy artystą a wytwórnią płytową co do formy wydania zapisanego podczas koncertu materiału spowodował w rezultacie wydanie minialbumu.
Drugi album studyjny Maxwella zatytułowany Embrya, ukazał się w 1998 roku. Rok później ukazał się single napisany przez R. Kelly’ego zatytułowany „Fortunate”. Utwór zostaje także wydany na ścieżce dźwiękowej do filmu Życie. Singel uplasował się na 1. miejscu listy przebojów Hot R&B/Hip-Hop Singles and Tracks magazynu Billboard. Piosenka przysporzyła Maxwellowi największy sukces komercyjny zdobywając 1. miejsce w podsumowaniu rocznym listy przebojów R&B magazynu Billboard w 1999.
Trzeci studyjny album Maxwella zatytułowany Now został wydany w 2001 roku stając się numerem 1. na listach Billboard 200 oraz Billboard R&B Album Chart. Album promowały single "Lifetime" oraz studyjna wersja utworu Kate Bush „This Woman's Work” pierwotnie nagrana podczas koncertu Maxwella MTV Unplugged w 1997 roku i wydana na płycie pod tym samym tytułem.
W 2008 Maxwell wystąpił podczas ceremonii rozdania nagród BET Awards, gdzie wykonał piosenkę w hołdzie Al Green zatytułowaną „Simply Beautiful”.
Po wieloletniej przerwie Maxwell powrócił z wydanym 7 czerwca 2009 roku albumem BLACKsummers'night. Album zadebiutował na 1. miejscu listy Billboard 200 stając się jego drugim numerem jeden na tejże liście. W jednym z wywiadów Maxwell powiedział: „powodem mojej wieloletniej przerwy w karierze muzycznej był fakt że na ryku muzycznym dzieje się zbyt wiele, wielu artystów wydaje nowe albumy, a konkurencja jest zbyt wielka aby spieszyć się z wydaniem nowego materiału”. Pierwszy singel z płyty zatytułowany „Pretty Wings” został wykonany po raz pierwszy na żywo podczas gali rozdania nagród BET Awards, a następnie wiosną roku 2008 utwór ten został udostępniony do odsłuchu na oficjalnym profilu Maxwella Myspace. Oficjalna premiera utworu w Ameryce odbyła się 28 kwietnia 2009 roku podczas programu "Tom Joyner Morning Show". Oryginalnej wersji utworu towarzyszył „The New School/Old School Remix” wykonany przez Steve „Silk” Hurley.
Po wydaniu albumu została ogłoszona europejska trasa koncertowa Maxwella, która obejmowała takie miasta jak Amsterdam, Londyn, czy Manchester a pochodzący z płyty utwór „Bad Habits” został wydany jako pierwszy singel w krajach europejskich.
W roku 2010 Maxwell otrzymał sześć nominacji do nagrody Grammy wygrywając w kategoriach: „Najlepszy album R&B” („Best R&B Album) za album BLACKsummers'night i „Najlepszy męski głos/wykonanie R&B” („Best Male R&B Vocal Performance”) za utwór „Pretty Wings”.

## Dyskografia
Albumy
| Rok  | Tytuł                      | Wydawnictwo      |
| ---- | -------------------------- | ---------------- |
| 1996 | Maxwell’s Urban Hang Suite | Columbia records |
| 1997 | MTV Unplugged              | Columbia records |
| 1998 | Embrya                     | Columbia records |
| 2001 | Now                        | Columbia records |
| 2009 | BLACKsummers’night         | Columbia records |

Single
| Rok  | Tytuł                           | Album                      |
| ---- | ------------------------------- | -------------------------- |
| 1996 | "Til the Cops Come Knockin'"    | Maxwell’s Urban Hang Suite |
| 1996 | "Ascension (Don’t Ever Wonder)" | Maxwell’s Urban Hang Suite |
| 1996 | "Sumthin' Sumthin'"             | Maxwell’s Urban Hang Suite |
| 1997 | "Suitelady (The Proposal Jam)"  | Maxwell’s Urban Hang Suite |
| 1997 | "Whenever, Wherever, Whatever"  | MTV Unplugged              |
| 1997 | "This Woman's Work" (Live)      | MTV Unplugged              |
| 1998 | "Luxury: Cococure"              | Embrya                     |
| 1998 | "Matrimony: Maybe You"          | Embrya                     |
| 1999 | "Fortunate"                     | Life (soundtrack)          |
| 1999 | "Let’s Not Play the Game"       | The Best Man (soundtrack)  |
| 2001 | "Get to Know Ya"                | Now                        |
| 2001 | "Lifetime"                      | Now                        |
| 2002 | "This Woman’s Work"             | Now                        |
| 2009 | "Pretty Wings"                  | BLACKsummers’night         |
| 2009 | "Bad Habits"                    | BLACKsummers’night         |
| 2009 | "Cold"                          | BLACKsummers’night         |
| 2009 | "Fistful of Tears"              | BLACKsummers’night         |

Inne albumy
| Rok  | Tytuł                                             | Album                          |
| ---- | ------------------------------------------------- | ------------------------------ |
| 1996 | "Seguranca"                                       | Red Hot + Rio                  |
| 1996 | "Softly Softly" (Sweetback featuring Maxwell)     | Sweetback                      |
| 1997 | "Sumthin' Sumthin': Mellosmoothe (Cut)"           | Love Jones (soundtrack)        |
| 1999 | "Fortunate"                                       | Life (soundtrack)              |
| 1999 | "Let's Not Play the Game", "As My Girl"           | The Best Man (soundtrack)      |
| 2000 | "This Woman's Work"                               | Love & Basketball (soundtrack) |
| 2004 | "Luxury"                                          | Cottonbelly NYC Sessions       |
| 2004 | "No One Else in the Room" (Nas featuring Maxwell) | Street's Disciple              |
| 2007 | "This Woman's Work"                               | Stomp the Yard (soundtrack)    |
| 2009 | "Smile"(The Alchemist featuring Maxwell & Twista) | Chemical Warfare               |

## Trasy koncertowe
- Urban Hang Suite Tour (1997)
- Now Tour (2001-02)
- Maxwell 08 Tour (2008)
- BLACKsummers'night Tour (2009)
- Maxwell & Jill Scott: The Tour (2010)
- MaxwellTwoNight -M2N (2012)

## Nagrody i nominacje
- Nagroda Alma (Alma Awards)
  - 2009, Najlepszy Akt Muzyczny (Best Musical Act) (Nominacja)

- Amerykańskie Nagrody Muzyczne (American Music Awards)
  - 2009, Najlepszy Męski Artysta R&B/Soul (Favorite Male R&B/Soul Artist) (Nominacja)

- Nagrody BET (BET Awards)
  - 2010, Najlepszy Męski Artysta R&B (Best Male R&B Artist) (Nominacja)
  - 2010, Nagroda "Centric" (przyznawana za osiągnięcia w muzyce neo soul i R&B) (BET Centric Award) (Nominacja)
  - 2002, Najlepszy Męski Artysta R&B (Best Male R&B Artist) (Nominacja)
  - 2001, Najlepszy Męski Artysta R&B (Best Male R&B Artist) (Nominacja)

- Muzyczne Nagrody Billboardu (Billboard Music Awards)
  - 1999, Piosenka Roku R&B (R&B Single of the Year): "Fortunate" (Wygrana)

- Nagrody Blockbuster (Blockbuster Entertainment Awards)
  - 1999, Najlepsza Piosenka (Favorite Song): "Fortunate" (Nominacja)

- Nagrody Grammy
  - 2010, Piosenka Roku (Song of the Year): "Pretty Wings" (Nominacja)
  - 2010, Najlepsze Męskie Wykonanie Pop (Best Male Pop Vocal Performance): "Love You" (Nominacja)
  - 2010, Najlepsze Instrumentalne Wykonanie Pop (Best Pop Instrumental Performance): "Phoenix Rise" (Nominacja)
  - 2010, Najlepsza Piosenka R&B (Best R&B Song): "Pretty Wings" (Nominacja)
  - 2010, Najlepszy Album R&B (Best R&B Album0: BLACKsummers'night (Wygrana)
  - 2010, Najlepsze Męskie Wykonanie R&B (Best Male R&B Vocal Performance): "Pretty Wings" (Wygrana)
  - 2002, Najlepszy Męski Głos R&B (Best Male R&B Vocal Performance): "Lifetime" (Nominacja)
  - 2000, Najlepsze Męskie Wykonanie R&B (Best Male R&B Vocal Performance): "Fortunate" (Nominacja)
  - 1999, Najlepsze Męskie Wykonanie R&B (Best Male R&B Vocal Performance): "Matrimony: Maybe You" (Nominacja)
  - 1999, Najlepszy Album R&B (Best R&B Album): Embrya (Nominacja)
  - 1998, Najlepsze Męskie Wykonanie Pop (Best Male Pop Vocal Performance: "Whenever, Wherever Whatever" (Nominacja)
  - 1997, Najlepszy Album R&B (Best R&B Album): Maxwell’s Urban Hang Suite (Nominacja)

- Nagroda Image (Image Awards)
  - 2010, Wybitny Artysta Męski (Outstanding Male Artist) (Wygrana)
  - 2010, Wybitna Piosenka (Outstanding Song): "Pretty Wings" (Nominacja)
  - 2010, Wybitny Album (Outstanding Album): BlackSummer's Night (Nominacja)
  - 2010, Wybitne Video (Outstanding Music Video): "Pretty Wings" (Nominacja)
  - 2002, Wybitny Artsta Męski (Outstanding Male Artist) (Nominacja)

- Nagrody Muzyczne Soul Train (Soul Train Music Awards)
  - 2009, Najlepszy Męski Artysta R&B/Soul (Best Male Artist R&B/Soul) (Wygrana)
  - 2009, Piosenka Roku (Song of the Year) "Pretty Wings" (Nominacja)
  - 2009, Album Roku (Album of the Year) BlackSummer's Night (Nominacja)
  - 2009, Nagranie Roku (Record of the Year) "Pretty Wings" (Nominacja)
  - 2000, Najlepszy Singiel R&B/Soul (Best R&B/Soul Single Male): "Fortunate" (Wygrana)
  - 2000, Najlepszy Męski Album R&B/Soul (Best R&B/Soul Album, Male): Embrya (Nominacja)
  - 1996, Najlepszy Męski Singiel R&B/Soul (Best R&B/Soul Single Male): "Ascension (Don't Ever Wonder)" (Wygrana)
  - 1996, Najlepszy Męski Album R&B/Soul (Best R&B/Soul Album, Male): Maxwell’s Urban Hang Suite (Wygrana)
  - 1996, Najlepszy Nowy Artysta R&B/Soul lub Rap (Best R&B/Soul or Rap New Artist) (Wygrana)